# مالدورور (فیلم)
مالدورور (انگلیسی: Maldoror) یک فیلم دلهره‌آور و جنایی محصول سال ۲۰۲۴ به نویسندگی و کارگردانی فابریس دو ولز است. این فیلم با الهام از رسوایی قضایی پیرامون مارک دوترو، قاتل سریالی و کودک آزار بلژیکی ساخته شده است، آنتونی بژون در نقش یک پلیس جوان بازی می‌کند که درگیر پرونده‌ای می‌شود که شامل یک کودک آزاری بدنام است. آلبا گایا بلوجی، الکسیس ماننتی و سرژی لوپس در نقش‌های فرعی بازی می‌کنند. این فیلم محصول مشترک سینمای بلژیک و فرانسه است.

## داستان
پس از ناپدید شدن دو دختر، پل چارتیه، افسر پلیس جوان، به واحد مخفی «مالدورور» مأمور می‌شود تا یک مجرم جنسی خطرناک را زیر نظر بگیرد. هنگامی که این عملیات توسط پلیس و سیستم حقوقی ناکارآمد خنثی می‌شود، چارتیه ناامید و وسواس یافته تعقیب مجرم را در دستان خود می‌گیرد.

## ساخت
فیلمبرداری اصلی در ۴ مه ۲۰۲۳ آغاز شد و در ۲۸ ژوئن به پایان رسید.

## انتشار
این فیلم برای نمایش خارج از رقابت در هشتاد و یکمین جشنواره بین‌المللی فیلم ونیز انتخاب شد، جایی که اولین نمایش جهانی آن در ۳ سپتامبر ۲۰۲۴ بود، جوکرز فیلمز قرار است این فیلم را در ۱۵ ژانویه ۲۰۲۵ در فرانسه توزیع کند. این فیلم قرار است در ۲۲ ژانویه ۲۰۲۵ در بلژیک اکران شود.

## بازخوردها
در وب‌سایت جمع‌آوری نقد راتن تومیتوز از رای ۱۱ منتقد، با میانگین امتیاز ۶٫۳ از ۱۰ مثبت است.